# Marcus Paus
Marcus Paus (Oslo, 1979. október 14. –) norvég zeneszerző. Skandinávia egyik legismertebb zeneszerzője napjainkban, és a hagyományokra, a hangnemre és a dallamra összpontosít. Kamarazenét, kórusműveket, önálló műveket, koncerteket, zenekari műveket, operákat, szimfóniákat és filmművészeti zenét ír.

## Válogatott művek
- Songs from Shiraz (2020)
- Children of Ginko (2018)
- The Beauty That Still Remains (2015)
- Hate Songs for Mezzosoprano & Orchestra (2014)
- The Ash-Lad – Pål's Story (2011)
- The Stolen Child (2009)
- The Witches (2008)
- Missa Concertante (2008)
- O magnum mysterium (2007)